# Aleksander Eysymont
Aleksander Eysymontt herbu Korab (ur. 14 lutego?/26 lutego 1883 w Grodnie, zm. 30 lipca 1966 w Sydney) – ksiądz katolicki, proboszcz parafii w Harbinie, nauczyciel, wydawca, redaktor i działacz polonijny.

## Życiorys
Urodził się 26 lutego 1883 r. w Grodnie,  w rodzinie szlacheckiej, jako syn Aleksandra Eysymontta i Anny z Bulkiewiczów. Tamże uczęszczał do Szkoły Powszechnej i Gimnazjum Klasycznego. W 1901 r. wstąpił do Metropolitalnego Seminarium Duchownego w Petersburgu i w 1906 r. przyjął święcenia kapłańskie. Posługę duszpasterską podjął jako wikariusz i prefekt w Mozyrzu nad Prypecią, na Polesiu. W 1909 r. został wikarym w Orle. W styczniu 1910 r. objął stanowisko proboszcza w Chabarowsku, we wschodniej Syberii. Zmuszony przez rząd carski do opuszczenia miasta, w lipcu 1912 r. przybył do Harbina i podjął posługę duszpasterską jako wikariusz przy kościele św. Stanisława Biskupa, gdzie był duszpasterzem żołnierzy polskich i pracowników Kolei Wschodniochińskiej. W obawie przed wynarodowieniem zorganizował bursę dla polskich dzieci z rodzin uboższych. W latach 1916–1922 wykładał język łaciński w gimnazjum rosyjskim; w 1935 r. został redaktorem „Tygodnika Polskiego”, a od 1937 był jego wydawcą. W latach 1936–1937 i w 1949 r. pełnił obowiązki proboszcza w Harbinie. Zmuszony w 1949 r., na skutek politycznych przeobrażeń, do opuszczenia Chin, wyjechał do Australii, do Marayong, na przedmieściu Sydney, gdzie podjął posługę duszpasterską przy Zgromadzeniu Sióstr Najświętszej Rodziny z Nazaretu, udzielając się w duszpasterstwie polonijnym. Zmarł 30 lipca 1966 r. w Marayong. Jego pracę wśród Polaków upamiętnia tablica w kościele Matki Boskiej Częstochowskiej w Marayong.

## Rodzina
Pochodził ze znanej rodziny szlacheckiej Eysymonttów herbu Korab, z linii od wieków mieszkającej w okolicy Małe Ejsymonty, w parafii Mała Brzostowica. Jego bliscy krewni mieli majątki w Otkińszczyznie i Kaplicy Wielkiej, opodal Grodna, zaś brat Piotr posiadał niewielki folwark Kołybyszki w parafii Kozłowicze(został wraz z synem Stanisławem rozstrzelany przez Sowietów podczas II wojny światowej). Siostra Antonina przez jakiś czas zamieszkała w Harbinie i tamże poślubiła Józefa Wzdulskiego. Do dzisiaj pod Grodnem mieszkają potomkowie jego bratanka – Antoniego, młodszego syna Piotra. Ks. Aleksander w okresie międzywojennym wielokrotnie odwiedzał krewnych, między innymi udzielając im sakramentów chrztów. W 1932 celebrował uroczystą mszę chrzcielną Ignacego Eysymonta z okolicy Ejsymonty Nadtobolskie, który jako siódme dziecko (a zarazem siódmy syn), był chrześniakiem Prezydenta RP Ignacego Mościckiego.